# Walpernhain
Walpernhain ist eine Gemeinde im Nordosten des Saale-Holzland-Kreises (Thüringen) in der Nähe von Eisenberg und Teil der Verwaltungsgemeinschaft Heideland-Elstertal-Schkölen.

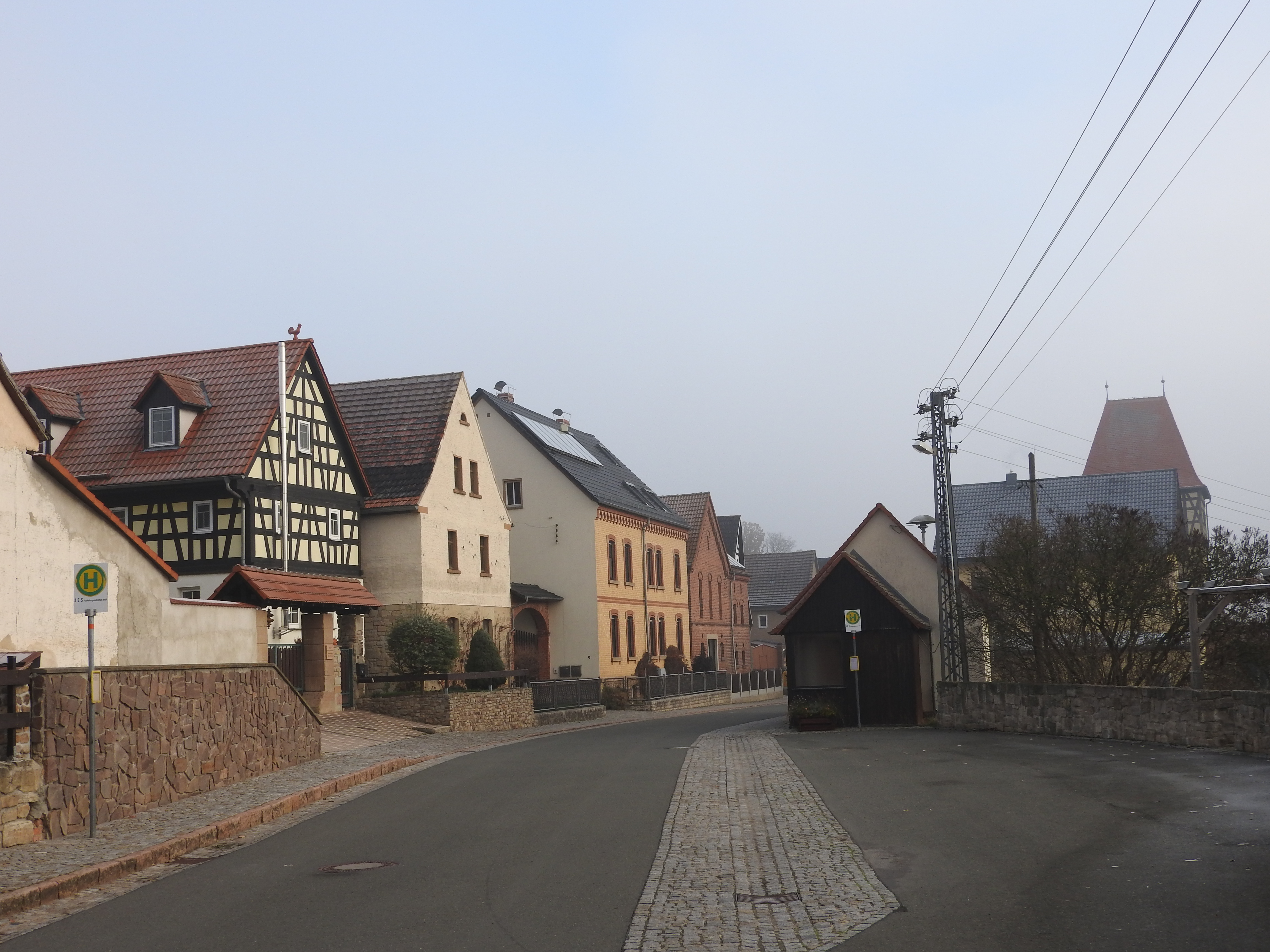
Im Ort

## Geografie

### Lage
Walpernhain liegt östlich der Bundesautobahn 9 in einem ausgedehnten Ackerbaugebiet mit wechselnden Böden.

### Nachbargemeinden
Angrenzende Gemeinden sind Heideland im Saale-Holzland-Kreis sowie Osterfeld und Droyßig im Burgenlandkreis.

## Geschichte
Walpernhain wurde erstmals 1278 unter dem Namen Walpurgeshain erwähnt, danach 1395 als Walpurgehayn und 1554 als Wallbornheen.
Der Ort ist als Waldhufendorf angelegt worden und besitzt diese Struktur bis heute.
Die Gemarkung Walpernhain gehörte zum Herzogtum Sachsen-Altenburg (Kreisamt Eisenberg), lediglich die östlich außerhalb der Ortslage gelegenen beiden Mühlen und die Gastwirtschaft lagen im kursächsischen Amt Weißenfels und kamen mit diesem 1815 zu Preußen. Auf Bitten der Bewohner wurden diese drei Höfe nach 1945 eingemeindet.
Entwicklung der Einwohnerzahl (31. Dezember):
| - 1994 – 228 - 1995 – 227 - 1996 – 213 - 1997 – 211 - 1998 – 221 - 1999 – 227 | - 2000 – 221 - 2001 – 219 - 2002 – 229 - 2003 – 228 - 2004 – 217 - 2005 – 213 | - 2006 – 198 - 2007 – 204 - 2008 – 199 - 2009 – 201 - 2010 – 200 - 2011 – 193 | - 2012 – 189 - 2013 – 179 - 2014 – 175 - 2015 – 173 - 2016 – 174 - 2017 – 169 | - 2018 – 173 - 2019 – 173 - 2020 – 170 - 2021 – 174 |

 Datenquelle: Thüringer Landesamt für Statistik

## Kultur und Sehenswürdigkeiten
Ungefähr in der Mitte des Ortes befindet sich eine der ältesten Wehrkirchen Thüringens. Die ältesten Bauteile stammen aus dem 11. Jahrhundert.

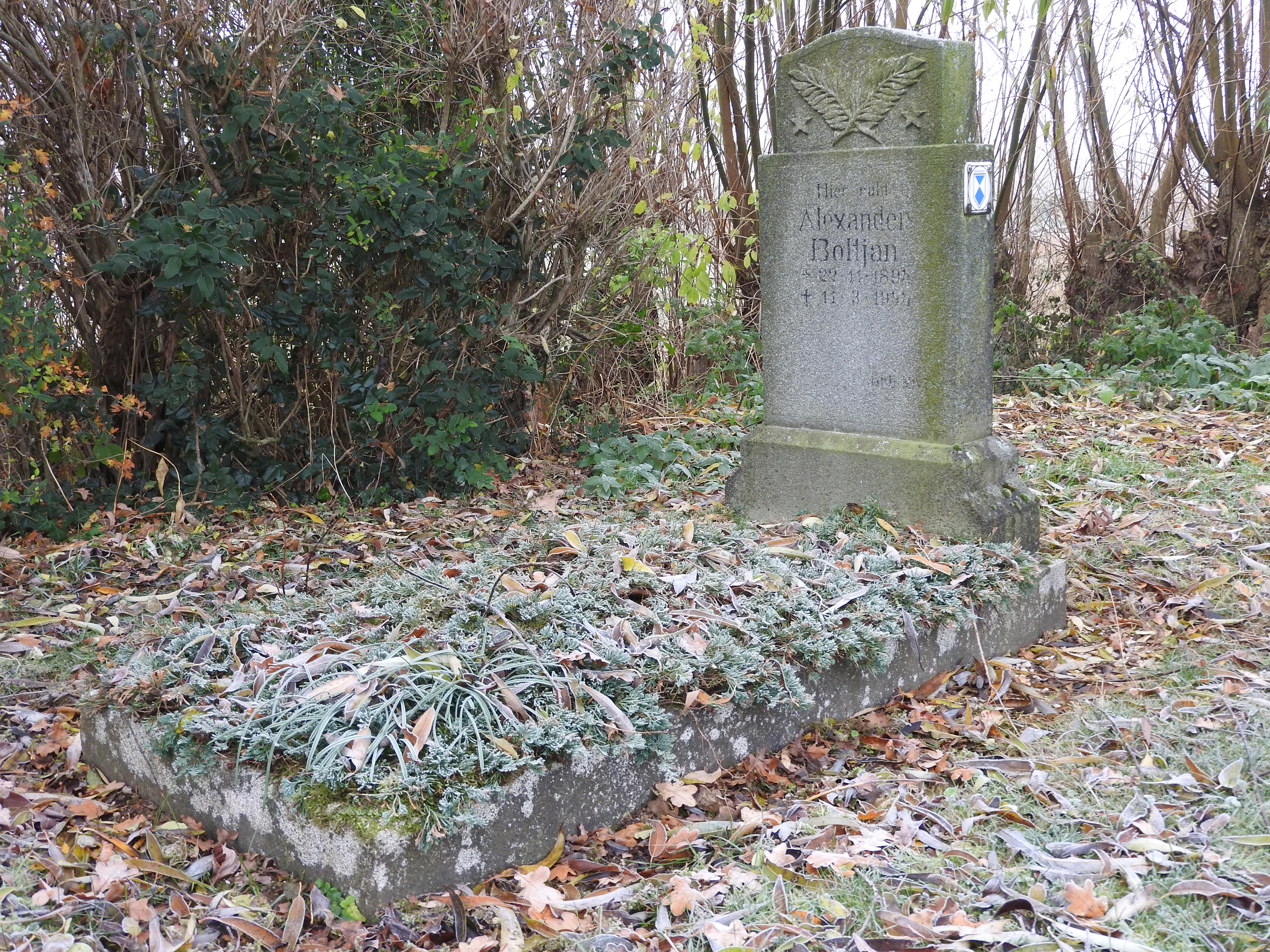
Grab für Zwangsarbeiter

### Gedenkstätte
Auf dem Ortsfriedhof erinnert eine Grabstätte mit Gedenkstein an einen namentlich genannten sowjetischen Bürger, der im Zweiten Weltkrieg nach Deutschland verschleppt und ein Opfer von Zwangsarbeit wurde.

## Persönlichkeiten
- Otto Sartorius (1864–1947), evangelischer Theologe und Genealoge